# Gyuhap chongseo
Gyuhap chongseo, traducido aproximadamente como ‘Enciclopedia de las mujeres’, es un compendio de consejos para mujeres, escrito por Bingheogak Yi en 1809 durante la dinastía Joseon de Corea.

## Composición
- Jusaui (酒食議): elaborar jang (condimentos), bebidas alcohólicas, bap (platos de arroz), tteok (pasteles de arroz), yugwa (aperitivos de arroz inflado frito), banchan (acompañamientos) y otros.
- Bongimchik (縫紝則): elaborar ropas, teñir, tejer, bordar, sericicultura, soldar vajilla, iluminación.
- Sangark (山家樂): agricultura, jardinería, cría de ganado.
- Cheongnamgyeol (靑囊訣): taegyo, cría de los niños, conocimiento de primeros auxilios y medicina.
- Sulsurak (術數略): elegir casa, talismanes, métodos tradicionales para alejar espíritus malvados.